# Várzea amazônica
A Várzea Amazônica é uma área inundável da bacia amazônica, caracterizada por ecossistemas ricos em biodiversidade e solos férteis. Formada ao longo dos rios de água branca, como o Amazonas, Solimões, Madeira e Purus, a várzea sofre inundações periódicas causadas pelo transbordamento dos rios durante a estação das chuvas. Sua diversidade biológica e valor ecológico são de grande importância para as populações locais e para a manutenção dos ecossistemas amazônicos, contribuindo para a subsistência e para práticas culturais que são realizadas em harmonia com o ciclo de cheia e seca dos rios.

## Características Geológicas e Hidrográficas
As várzeas amazônicas são formadas por solos aluviais ricos em nutrientes como cálcio, magnésio e fósforo. A água barrenta dos rios que inundam essas áreas traz grande quantidade de sedimentos, dando origem à cor característica e fertilidade da várzea. Esses rios apresentam pH próximo ao neutro e alta condutividade elétrica. Devido à alternância entre os períodos de cheia e seca, a várzea é constantemente moldada pelo ciclo hidrológico amazônico, com inundações que aumentam ou reduzem a largura das várzeas ao longo dos anos. Este ecossistema abrange aproximadamente 300.000 km² na Bacia Amazônica. 

## Tipos de Várzea
A várzea amazônica pode ser dividida em três tipos principais, definidos pela altura e duração da inundação: várzea alta, várzea baixa e chavascal. A várzea alta é alagada por períodos mais curtos, menos de 50 dias por ano, e com altura de inundação inferior a 3 metros. Nessas áreas, a vegetação é florestal densa, com árvores que podem chegar a 20 metros. Já a várzea baixa fica inundada por períodos mais prolongados, ultrapassando 50 dias ao ano, e a altura da inundação pode variar de 3 a 7 metros. Por fim, o chavascal é uma formação composta por vegetação de pequeno porte, localizada em áreas que permanecem alagadas por longos períodos ao longo do ano.

## Biodiversidade e Vegetação
A flora da várzea apresenta uma diversidade adaptada às variações sazonais de inundação. A vegetação da várzea é menos diversa em comparação com a floresta de terra firme, mas é rica em espécies adaptadas aos alagamentos. A várzea alta abriga espécies como a sumaúma (Ceiba pentandra), andiroba (Carapa guianensis) e assacu (Hura crepitans). Na várzea baixa, predominam espécies como o buriti (Mauritia flexuosa) e o açaizeiro (Euterpe oleracea). Essas plantas adaptaram-se aos alagamentos com características como raízes aéreas e estruturas que retêm oxigênio. A fauna da várzea é também diversificada, com várias espécies de peixes, aves e mamíferos que dependem do ciclo de cheia e seca para se alimentar e reproduzir.

## Aspectos Socioeconômicos e Uso Tradicional
A várzea amazônica é central para as práticas de subsistência das populações ribeirinhas e indígenas, que desenvolveram conhecimentos tradicionais sobre o uso sustentável dos recursos naturais da região. Durante a seca, essas áreas são usadas para a agricultura, enquanto na estação das cheias, a  pesca é predominante. Além disso, produtos florestais como madeira, frutos (açaí, buriti) e óleos vegetais (como o óleo de andiroba) são uma importante fonte de renda para essas comunidades, que praticam o manejo sustentável da floresta para conservar o ecossistema e garantir sua subsistência.

## Desafios Jurídicos e de Conservação
A legislação brasileira sobre áreas alagáveis é limitada em relação às especificidades da várzea amazônica. A Resolução CONAMA nº 4 (1985) descreve áreas alagadas, mas não distingue as várzeas amazônicas de outras áreas inundáveis. O Código de Águas (1934) também menciona o conceito de "aluvião" e leitos fluviais sazonais, mas essas regulamentações são consideradas insuficientes para a proteção da várzea. A ausência de uma legislação específica dificulta a criação de políticas públicas voltadas para a conservação e uso sustentável desses ecossistemas. Para especialistas, o desenvolvimento de políticas de preservação e uso sustentável é crucial para manter a biodiversidade e a qualidade de vida das comunidades que dependem dos recursos naturais da várzea.